# Ministerstatssekreterare
Ministerstatssekreterare för storfurstendömet Finland
var titel på den i Sankt Petersburg stationerade ämbetsman,
som inför den ryske tsaren föredrog finska ärenden. Innan ännu Finlands förhållande till ryska riket
fastställts vid Borgå lantdag (1809), tillsattes en statssekreterare, som inför tsaren skulle föredraga ärenden rörande Finlands förvaltning. Denne, som var en rysk ämbetsman, erhöll såsom "adjoint" en infödd finne.
Genom instruktionen 6 november 1811 inrättades därpå i Sankt Petersburg Kommittén för finska ärenden, som hade till ändamål att granska och bereda de ärenden, som berodde på tsarens omedelbara avgörande. För föredragning av ärendena hos regenten tillsattes en statssekreterare, som i likhet med ledamöterna i kommittén skulle vara infödd finne. Kommittén upphävdes emellertid genom manifestet av 17 mars 1826 (återupprättad 1857–91), men statssekreteraren kvarblev i sina funktioner, och samtidigt inrättades ett statssekretariat. 1834 tillades honom titeln ministerstatssekreterare. Statssekreteraren till biträde utnämndes en "adjoint", som, vid förfall för statssekreteraren, förestod hans befattning och under vars närmaste inseende det på två avdelningar, en för rysk och en för svensk korrespondens, delade kansliet lyder. Till statssekreterarämbetet inkommer alla de mål rörande Finlands civila förvaltning, som det ankom på regenten att granska och avgöra enligt landets grundlagar och övriga författningar. De inkomna ärendena skulle därpå av statssekreteraren anmälas till föredragning. Dessförinnan skulle denne dock genom generalguvernören infordra upplysningar och vidare utredning, om han anser sådant erforderligt, varjämte han är berättigad att i ärenden, som inkommit till regenten, men varöver senaten inte yttrat sig,
utan föregående föredragning, å regentens vägnar infordra senatens utlåtande.
Till statssekreterarens åligganden hörde även att i vissa fall underskriva,
i andra endast kontrasignera handlingar, vilka efter skedd föredragning meddelas generalguvernören och senaten till kännedom eller verkställighet, varjämte det tillkommer statssekreteraren att i avseende på alla i ryska riket vidtagna eller tillämnade åtgärder och författningar, som även kunna röra Finland,
skriftväxla med de ryska ministerierna och övriga auktoriteter.
Vad åter angick de finska ärenden,
som även berörde kejsardömets intressen, stadgades
1 augusti 1891, att ministerstatssekreteraren borde i fråga om lagförslag och lantdagspropositioner inhämta den respektice ryske ministers yttrande, som jämväl liksom generalguvernörens utlåtande skulle föreläggas regenten.
En stor del av sina befogenheter berövades ministerstatssekreteraren genom ett förfogande den 2 juni 1908. Kejsaren stadfäste då ett ryska ministerrådets "beslut",
varigenom det ankom på ministerrådet att pröva,
vilka finska ärenden berörde även Rysslands intressen. Generalguvernören borde därför sända dubbla exemplar av alla handlingar, det ena till ministerstatssekreteraren, det andra till ordföranden i ministerrådet. De två förstnämnde funktionärerna borde jämväl till ministerrådets förberedande prövning insända förslag till föredragningsmemorial, som de på eget initiativ uppgjort. Utan ministerrådets utlåtande fick inga ärenden föredragas. Vid fall av meningsskiljaktighet fick föredragning av generalguvernören eller ministerstatssekreteraren äga rum endast tillsammans med ministerrådets ordförande eller vederbörande ryske minister. De ärenden,
som drabbades av denna "ordning för handläggningen av finska ärenden, som beröra kejsardömets intressen",
skulle omfatta alla lagstiftningsfrågor och därtill styrelseåtgärder av allmän betydelse. I praktiken fick emellertid alla på allerhögsta avgörande beroende frågor redan från första början behandlats av ministerrådet.

## Lista över ministerstatssekreterare
- 1809 - 1811   greve Michail Speranskij
- 1811 - 1841   friherre, senare greve Robert Henrik Rehbinder
- 1841 - 1876   greve Alexander Armfelt Aleksandr Gustavovitj (1794 - 1876)
- 1876 - 1881   friherre Carl Knut Emil Stjernvall-Walleen
- 1881 - 1888   friherre Theodor Bruun (1821-1888)
- 1888 - 1891   Casimir Ehrnrooth (1833-1913)
- 1891 - 1898   Woldemar Carl von Daehn
- 1898 - 1899   Victor Napoleon Procopé (1839-1906)
- 1899 - 1904   Vjatjeslav von Plehve (1846-1904)
- 1904 - 1905   Edvard Oerstroem  (Andrejevitj) (1862-1922)
- 1905          friherre Constantin Linder (1836-1908)
- 1905 - 1906   Edvard Oerstroem  (Andrejevitj)
- 1906 - 1913   friherre Carl Frederik August Langhoff (1856-1929)
- 1913 - 1917   Vladimir Ivanovitj Markov (1859-1919)
- 1917          Carl Enckell (1876-1959)

## Källa
Den här artikeln är helt eller delvis baserad på material från Nordisk familjebok, Ministerstatssekreterare, 1904–1926.